# Kępnica (przystanek kolejowy)
Kępnica – przystanek osobowy na zlikwidowanej linii kolejowej nr 256 Nysa - Ścinawa Mała, w miejscowości Kępnica, w województwie opolskim, w powiecie nyskim, w gminie Nysa, w Polsce.
| Kępnica                                                |  |                                  |
| Linia nr 256 (D29-1971) Nysa - Ścinawa Mała (8,700 km) |  |                                  |
| Hajduki Nyskieodległość: 3,000 km                      |  | Wierzbięcice odległość: 3,400 km |